# Юк Джі Дам
Юк Джі Дам (кор. 육지담), іноді відома як Джідам (кор. 지담) або Юкдзі (кор. 육지); нар. 10 березня 1997) — південнокорейська реперка з Тегу. Здобула популярність завдяки участі в хіп-хоп телевізійних конкурсах Show Me The Money і Unpretty Rapstar. Вона повернулася до Unpretty Rapstar 3 як учасниця.

## Ранні роки
Юк Джі-дам народилася в Тегу 10 березня 1997 року. У роки, коли вона навчалася в школі, над нею знущалися та висміювали її через її темну шкіру. Згодом її надихнула пісня Юн Мі Ре «Black Happiness», яка розповідає про те, як це бути напівчорним в азійській консервативній країні. Це викликало її інтерес до хіп-хоп музики.

## Дискографія

### Сингли
| Назва                                                                            | Рік                    | Пікові позиції у чартах | Продажі (DL)              | Альбом                 |
| Назва                                                                            | Рік                    | KOR                     | Продажі (DL)              | Альбом                 |
| Як головний виконавець                                                           | Як головний виконавець | Як головний виконавець  | Як головний виконавець    | Як головний виконавець |
| -------------------------------------------------------------------------------- | ---------------------- | ----------------------- | ------------------------- | ---------------------- |
| «Ulleri» (얼레리)                                                                | 2014                   | 63                      | - Південна Корея: 52,645  | Show Me the Money 3    |
| «Stayed Up All Night» (밤샜지)                                                   | 2015                   | 19                      | - Південна Корея: 194,469 | Unpretty Rapstar 1     |
| «On & On» feat. Baek Ye-rin                                                      | 2015                   | 20                      | - Південна Корея: 155,875 | Unpretty Rapstar 1     |
| «Bbam Bbam Hae» (빰빰해) feat. Gill, Mad Clown                                   | 2016                   | 36                      | - Південна Корея: 80,480  | Unpretty Rapstar 3     |
| «No Thx» feat. Suran, Dean                                                       | 2016                   | 83                      | - Південна Корея: 22,899  | Unpretty Rapstar 3     |
| «Heart» (심장) feat. Kim Na-young                                                | 2016                   | —                       | Н/Д                       | Unpretty Rapstar 3     |
| Колаборації                                                                      |                        |                         |                           |                        |
| «My Sympathy» (감성팔이) with Jubi                                               | 2015                   | —                       | - Південна Корея: 30,461  | Сингли поза альбомом   |
| «Love X Go Away» (사랑 X 꺼져) with Shannon                                      | 2015                   | —                       | Н/Д                       | Сингли поза альбомом   |
| «—» релізи, що не потрапили у чарти або не були випущені у відповідних регіонах. |                        |                         |                           |                        |

## Фільмографія

### Вар'єте шоу
| Рік  | Назва               | Мережа | Нотатки  |
| ---- | ------------------- | ------ | -------- |
| 2014 | Show Me the Money 3 | Mnet   | Учасниця |
| 2015 | Unpretty Rapstar    | Mnet   | Учасниця |
| 2016 | Unpretty Rapstar 3  | Mnet   | Учасниця |